# Доркулчи
Доркулчи (чечен. Доркъул-Чу) — покинутый аул в Итум-Калинском районе Чеченской Республики.

## География
Расположен к юго-востоку от районного центра Итум-Кали.
Ближайшие населённые пункты и развалины бывших аулов: на северо-западе — бывшие аулы Верхний Херахой и Нижний Херахой, на северо-востоке — бывшие аулы Кештерой, Исмаилкалой и Мужиар, на юго-востоке — село Зумсой, на юго-западе — бывший аул Юр-Даар.